# Antvardė
Antvardė je řeka 2. řádu v Litvě, v Žemaitsku. Teče v okrese Jurbarkas (Tauragėský kraj). Je to levý přítok řeky Mituva. Pramení u obce Paantvardis v okrese Jurbarkas. Teče směrem západním. Do Mituvy se vlévá jako její levý přítok 20,6 km od jejího ústí do Němenu na jih od obce Vertimai. Břehy jsou nízké. V suchých letech horní a střední tok někdy vysychá.

## Přítoky
Pravé:
- Antvardaitė, Kilintakis

## Obce při řece
- Paantvardis, Vertimai